# 贝兴海姆
贝兴海姆是德国莱茵兰-普法尔茨州的一个市镇。总面积2.55平方公里，总人口427人，其中男性203人，女性224人（2011年12月31日），人口密度167人/平方公里。